# Saxetophilus gansuensis
Saxetophilus gansuensis is een rechtvleugelig insect uit de familie veldsprinkhanen (Acrididae). De wetenschappelijke naam van deze soort is voor het eerst geldig gepubliceerd in 2006 door Wang, Zheng & Lian.